# 東方航空 (美國1926年)
東方航空（英语：Eastern Air Lines）成立於1926年，至1991年倒閉，其一直是美国国内主要的航空公司。直至倒閉時是它仍是美國第四大航空公司，总部设在美国佛罗里达州迈阿密-戴德县的迈阿密国际机场。本航空公司也曾獲迪士尼官方認可。

## 机队

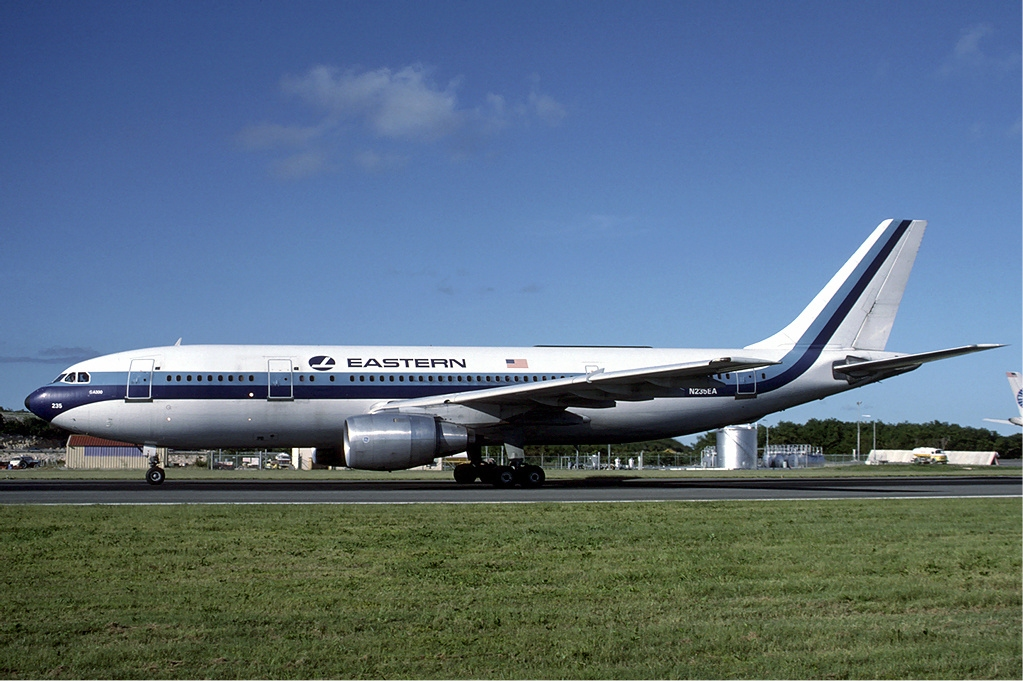
東方航空空中巴士A300

美國東方航空曾运营了多种飞机，包括波音、洛克希德、道格拉斯等。以下是其机队列表以及飞机运营时间。
- Pitcairn Mailwing（东方航空运输公司时期运营）
- 福特三马达 1930年-1932年
- 福克Fokker F-X
- 柯蒂斯Condor 1930年-1934年运营
- 洛克希德 L-10 Electra 1935年-1936年运营
- 道格拉斯DC-2
- 道格拉斯DC-3 1936年-1953年运营
- 柯蒂斯Commando
- 马丁4-0-4（当东方航空机队数量超过60架时运营）
- 道格拉斯DC-4
- 康维尔 CV-440 Metropolitan
- 洛克希德L-1049超级星座号 1951年-1968年运营
- 道格拉斯DC-7B 1953年-1966年运营
- 洛克希德L-188 Electra 1959年开始运营
- 道格拉斯DC-8-21 1960年开始运营
- 道格拉斯DC-8-61/63
- 波音720-025
- 波音727-25 1964年2月1日开始运营
- 波音727-225 1968
- 道格拉斯DC-9-14 1965年2月开始运营
- 道格拉斯DC-9-31
- 道格拉斯DC-9-50
- 波音747-100 洛克希德L-1011s交付前租借自泛美航空
- 波音747-200 从未投入运营
- 洛克希德L-1011-385-1 三星 1972年开始运营
- 空中客车A300B4
- 波音757-225 1983年1月1日首次运营，东方航空是波音757的启始客户
- 麦道DC-10

## 事故
東方航空在數年內經歷多起空難以及事故導致多名乘客死亡，每次事故都對東方航空有所打擊。但是，一些事故也使美國以及全球飛安得以改善，例如東方航空401號班機。
- 1941年2月26日，東方航空21號班機，在喬治亚州亚特兰大國際机场降落时坠毁。25名乘客中的16人死亡。
- 1960年10月4日，東方航空375號班機，機型洛克希德 洛克希德L-188。在費城起飛後因起飛後飛鳥吸入引擎而墜毀，機上72名機組人員和乘客之中有62人罹難。
- 1962年12月30日，東方航空512號航班，機型道格拉斯DC-7，在大霧的天氣下準備降落紐約懷特機場（現紐約甘迺迪國際機場）；第一次降落失敗後，於重飛時墜毀。機上51名乘客和機組人員當中25人罹難。
- 1964年2月25日，東方航空304號班機，機型道格拉斯DC-8，從紐奧良路易阿姆斯壯國際機場飛往华盛顿国家机场途中因遇到晴空亂流導致機體異常而墜毀，51名乘客和7名機組人員全部罹難。
- 1965年2月8日，東方航空663號班機，機型道格拉斯DC-7，從紐約前往維吉尼亚州里士满途中停靠於紐約甘迺迪國際機場，從機場起飛後不久失控墜毀於Jones Beach State Park。當時飛機需要躲避正在進場的泛美航空212號班機。這個躲避動作被認為是導致飛機失控的原因。
- 1972年12月29日，东方航空401号班机，由纽约甘迺迪国际机场飞往迈阿密，機型洛克希德L-1011-385-1三星式。班机于降落前在机场北方的佛羅里達大沼泽地坠毁，這是首次寬体客机失事意外，造成101名乘客死亡。事後调查证实是由于机組员忙于检查前起落架是否已放下而忽略飞行高度、過分依賴自動駕駛導致客机在完全操作正常下撞地。
- 1974年9月11日，東方航空212號班機，機型麥克唐納·道格拉斯DC-9-31，機上載有78名乘客和4名機組人員。這是一班從南卡罗来纳州查尔斯顿飛往伊利诺伊州芝加哥的定期班機。在進行儀表著陸道格拉斯市机场（现在称为夏洛特/道格拉斯国际机场）時因天氣惡劣而墜毀於跑道外。

## 外部連結
- 東方航空走廊 （页面存档备份，存于）
- 1943年至1990年有關東方航空的意外 （页面存档备份，存于）